# 保罗·费雷罗
保罗·费雷罗（義大利語：Paolo Ferrero；1960年—），意大利政治家，重建共产党书记。他曾在罗马诺·普罗迪内阁中担任社会团结部部长。

## 生平
保罗·费雷罗生于意大利都灵省Pomaretto市镇。1993年到1997年，担任都灵市议员。2008年，当选重建共产党书记。